# Willa Casablanca w Olsztynie
Willa Casablanca w Olsztynie – wybudowana na przełomie 1912 i 1913 roku. Położona na terenie Parku Zamkowego. 14 września 1988 wpisana do Rejestru Zabytków.
Pierwotnie nie była wpisana w układ urbanistyczny miasta. Zlokalizowana na północny zachód od drogi dojazdowej do Zamku Kapituły Warmińskiej, przy ulicy Zamkowej 5. Obecnie wewnątrz zachowała się stolarka okienna i drzwiowa, boazerie i kasetonowy strop.